# Episodi di Coroner (seconda stagione)
La seconda stagione della serie televisiva Coroner, composta da 8 episodi, è stata trasmessa in prima visione assoluta in Canada su CBC Television dal 6 gennaio al 24 febbraio 2020.
In Italia la stagione è stata trasmessa su Sky Investigation, canale a pagamento della piattaforma satellitare Sky, dal 30 luglio al 20 agosto 2021. In chiaro è stata trasmessa su Rai 4 dal 12 al 15 ottobre 2022.
| nº | Titolo originale     | Titolo italiano | Prima TV Canada  | Prima TV Italia |
| -- | -------------------- | --------------- | ---------------- | --------------- |
| 1  | Fire                 | Episodio 1      | 6 gennaio 2020   | 30 luglio 2021  |
| 2  | Borders              | Episodio 2      | 13 gennaio 2020  | 30 luglio 2021  |
| 3  | CRISPR SISTR         | Episodio 3      | 20 gennaio 2020  | 6 agosto 2021   |
| 4  | Unburied             | Episodio 4      | 27 gennaio 2020  | 6 agosto 2021   |
| 5  | One Drum             | Episodio 5      | 3 febbraio 2020  | 13 agosto 2021  |
| 6  | The Flipside         | Episodio 6      | 10 febbraio 2020 | 13 agosto 2021  |
| 7  | Monster in the House | Episodio 7      | 17 febbraio 2020 | 20 agosto 2021  |
| 8  | Fire Part 2          | Episodio 8      | 24 febbraio 2020 | 20 agosto 2021  |

## Episodio 1
- Titolo originale: Fire
- Diretto da: Adrienne Mitchell
- Scritto da: Morwyn Brebner

### Trama
Jenny, con suo padre, Liam e Matteo stanno festeggiando il 18º compleanno di Ross quando riceve una telefonata di lavoro. Quando Jenny arriva sul luogo indicatogli si trova davanti a un condominio di un quartiere di periferia in fiamme, con diversi mezzi di soccorso che stanno cercando di spegnerlo e di trarre in salvo la maggior parte delle persone. Una donna, nonostante l'edificio ancora in fiamme, cerca di rientrare per cercare suo figlio e Henny, essendo vicina, riesce a fermarla e farle capire che era troppo pericoloso entrare. Quando gli viene indicato che si può entrare nell'edificio, Jenny e Donovan si recano nell'appartamento da dove è partito l'incendio trovando un uomo carbonizzato, controllando si accorgono di una valigia contenente vestiti della donna che ha fermato in precedenza e quelli di un bambino, ma non c'è traccia del corpo. Una volta tornati alla sede del coroner, viene analizzato il corpo trovando un foro nella parte posteriore del cranio. Tornati sul posto dell'incendio, Donovan trova quelli che possono essere parti una pistola stampata, mentre Jenny parla con la donna che ha perso tutto e con l'amministratore di condominio. Non trovando il corpo del bambino e capendo che il fuoco è partito da una pentola lasciata sul gas, decide di controllare l'orto del condominio e trovando il bambino scomparso.

## Episodio 2
- Titolo originale: Borders
- Diretto da: Adrienne Mitchell
- Scritto da: Motion

### Trama
Un operaio edile si sta dirigendo sul cantiere quando investe qualcosa, sceso dal veicolo si accorge che si tratta di un ragazzo. Jenny arriva sul posto e dopo un rapido esame capisce che è impossibile che sia morto a causa dell'investimento. Il corpo non ha documenti con sé così Jenny si reca sul cantiere per capire se si trattasse di un operaio ma le viene detto che non lavorava per loro. Mentre sta tornando sul luogo del ritrovamento insieme ad Allison, le viene detto che una donna crede che il ragazzo sia stato rapito dagli ufo e fatto poi precipitare da alta quota; seppur la teoria fosse stramba, Jeny nota una giacca sulla cima di un albero e, dopo che il corpo viene analizzato in laboratorio trovando tutte le ossa con almeno una frattura, Jenny intuisce che possa essere precipitato da un velivolo. Nel frattempo Donovan prosegue nelle indagini dell'incendio dell'episodio precedente, sente la registrazione di una telefonata alla polizia dove viene detto che si sono sentiti degli spari, questa telefonata risale a qualche minuto prima che scoppiasse l'incendio. Donovan decide di seguire la donna che ha fatto la segnalazione e scopre che aiuta altre donne, vittime di violenza da parte dei mariti, a scappare. Jenny viene informata di un volo che ha cambiato rotta ed è atterrato in un aeroporto di Toronto per motivi di sicurezza, così decide di bloccarne la ripartenza e di indagare. Giunta sul posto, il comandante la informa che la deviazione e l'atterraggio sono stati dovuti ad un problema di salute di un passeggero e l'hostess le mostra un filmato; vedendolo Jenny si rende conto che uno dei ragazzi indossa una giacca identica a quella che ha trovato sull'albero e che presumibilmente appartenga al ragazzo morto. Per scoprire l'identità del ragazzo emanano foto con la ricostruzione del volto della vittima e poco dopo un ragazzo si presenta dicendo che si tratta di suo fratello e spiegando che molti cercano di entrare in Canada nascondendosi nel vano carrelli degli aerei e che gli aveva inviato dei soldi. Quando gli vengono consegnati gli affetti personali strappa il logo della giacca trovando una parte dei soldi e una mappa di un aeroporto. Jenny capisce che i soldi erano stati usati per pagare persone che lo hanno aiutato a salire sull'aereo ma che poi qualcosa è andato storto. Analizzano quindi le registrazioni delle conversazioni del comandante e scopre che lo stesso ha deciso di deviare la rotta su un altro aeroporto e che ha ordinato di abbassare i carrelli diversi minuti prima dell'atterraggio, il tutto nella zona dove è stato ritrovato il corpo. Jenny, con la polizia, si dirigono all'aeroporto e arrestano il comandante per omicidio.
- Ascolti Canada: telespettatori 956 000[5]

## Episodio 3
- Titolo originale: CRISPR SISTR
- Diretto da: Winnifred Jong
- Scritto da: Nathalie Younglai

### Trama
Jenny e Donovan indagano sulla morte di un tecnico di laboratorio dove stanno studiando una cura innovativa contro la demenza, cura ancora in fase sperimentale e che non ha ancora avuto l'autorizzazione per la sperimentazione umana. Interrogando gli altri tecnici di laboratorio e la supervisore a capo, non trovano moventi tra il personale e si concentrano su persone esterne alla struttura poiché hanno visto lo stesso tecnico entrare nella sede di un laboratorio medico concorrente. I due interrogano la direttrice che comunica loro di non aver mai visto la vittima nella struttura, ma svela anche che stanno studiando una cura per la demenza con la stessa tecnica dell'altro laboratorio. Jenny, oltre che ad indagare, è costretta a fare i conti con il proprio interesse personale. Nel frattempo Liam porta Ross in palestra per esercitarsi nelle arti marziali, mentre si preparano riceve strani messaggi da parte di Mal e decide di andare a vedere di persona cosa succede. Quando arriva di fronte all'appartamento, nessuno gli risponde, così decide di aprire la porta con la forza e lo trova disteso in una pozza di sangue ma ancora vivo, decide quindi di chiamare i soccorsi. Quando torna in palestra, Liam e Ross decidono di fare un incontro di allenamento, ma la rabbia spinge Liam un po' oltre e lo porta a rompere un braccio a Ross. Nel frattempo le indagini continuano, nel laboratorio dove è stato rinvenuto il cadere viene trovata anche una cavia morta per via della sperimentazione e altri aghi usati. Le varie tracce portano Jenny nel secondo laboratorio dove trova la direttrice e un tecnico di laboratorio che sti stanno facendo delle iniezioni a vicenda, il secondo tecnico presenta sintomi da demenza e si tratta della sorella gemella della direttrice. A Jenny non resta che unire tutte le tessere scoprendo che anche la vittima aveva la malattia e che aveva deciso di provare la cura su se stesso.

## Episodio 4
- Titolo originale: Unburied
- Diretto da: Winnifred Jong
- Scritto da: Sean Reycraft

### Trama
Jenny continua con i suoi problemi di sonnambulismo e viene trovata da Liam in giardino a scavare nel terreno cercando qualcosa. La mattina seguente, mentre Ross va dal nonno, Jenny e Donovan intervengono sul luogo dove è stato trovato il cadavere di un uomo seduto su una panchina, sulla stessa c'è la pubblicità di una agenzia immobiliare con in primo piano il visto della persona deceduta. I due cercano di ricostruire i movimenti della vittima nella sera precedente, interrogando l'assistente dell'agenzia immobiliare. Ricostruiti gli ultimi movimenti, Malik va di porta in porta per capire chi avesse visto la vittima, fino a quando non giunge all'abitazione di un anziano che, prima dice di non averlo visto (mentre all'ingresso il detective nota il biglietto da visita dell'agenzia immobiliare), poi finge un attacco cardiaco e invita Malik ad andarsene ma, quando gli viene mostrato il distintivo, lo lascia entrare. Oltre ad un forte odore di candeggina viene notata una chiazza di sangue sul soffitto del salotto, l'uomo non vuole far salire nessuno al piano di sopra perché la moglie dorme, ma quando riescono a salire trovano un cadavere. Jenny ora si trova con due cadaveri da analizzare, l'uomo ha un evidente trauma sulla fronte e la sua morte è dovuta a dissanguamento, la signora anziana è molto difficile fare analisi, ma non viene trovato niente di anomalo. Interrogando l'anziano si scopre che è convinto che la moglie sia a casa e che non ha incontrato la vittima. Una volta riportato a casa, Jenny, Donovan e Malik riescono a scoprire che l'anziano ha colpito la vittima per proteggere la moglie che non stava bene; successivamente quando viene portato dove è stata trovata, riesce a ricordare cosa è successo alla moglie poco prima di morire per un attacco cardiaco. Gordon, che ora è a casa di Jenny con Kelly, le comunica di non voler tornare nell'ospizio ma di voler restare a casa con la figlia; Kelly che lavora solo due giorni alla settimana si offre per aiutare Jenny a gestire suo padre.

## Episodio 5
- Titolo originale: One Drum
- Diretto da: Charles Officer
- Scritto da: Shannon Masters

### Trama
Jenny rischia di mandare a fuoco la casa a causa di un altro episodio di sonnambulismo, Liam e Ross riescono ad intervenire e spegnere le fiamme in tempo quando Jenny riceve una chiamata di lavoro. Una volta arrivata al lavoro, lei e il suo staff devono fare i conti con le sette vittime di una sparatoria avvenuta in chiesa. Per velocizzare le indagini decidono di concentrarsi sulle due persone che hanno la quantità maggiore di polvere da sparo, presumono che uno possa essere l'assalitore mentre l'altro la vittima principale. Una volta individuati iniziano ad esaminare i corpi; l'assalitore ha una pistola nascosta e segni di abusi su tutto il corpo; la vittima "principale" presenta fori di proiettile al petto. Jenny mette la pistola recuperata nella cassaforte del laboratorio e successivamente, insieme a Donovan, inizia a ricostruire l'accaduto e i movimenti dell'assalitore nella chiesa. Dato la posizione della vittima "principale" e la posizione presunta dell'assalitore pensano che forse la persona che voleva colpire fosse il prete. Analizzando il corpo del prete però scoprono che non è stato colpito da un proiettile ma da una scheggia di legno, così tornano sui loro passi. Malik va in laboratorio per ritirare la pistola ma non la trova, lancia l'allarme e quando Donovan visiona i video delle telecamere di sicurezza decide di mostrarle a Jenny che si rende conto di avere avuto un altro episodio di sonnambulismo che la portata e prelevare la pistola dalla cassaforte e a portarla nel suo ufficio. Le indagini continuano e scoprono che il ragazzo che ha aperto il fuoco in chiesa era il figlio adottivo della vittima "principale". Una volta tornata a casa, Jenny decide di andare in una clinica del sonno per delle analisi.

## Episodio 6
- Titolo originale: The Flipside
- Diretto da: Charles Officer
- Scritto da: Seneca Aaron

### Trama
Donovan decide di aiutare Noor a scoprire che fine abbia fatto Dyanne Tucci, una ragazza che subiva violenze da parte del marito e che è scomparsa. Chiede assistenza a Jenny, che ha appena passato la prima notte nella clinica del sonno, consegnandole un fascicolo. Nel frattempo Donovan segue una pista che lo porta a scoprire qualcosa in più dell'ultima notte prima che Dyanne scomparisse, alimentando il sospetto che l'omicida fosse il marito. Jenny con l'aiuto di John ha delle intuizioni sul perché non fosse mai stato ritrovato il corpo di Dyanne e comunica il tutto a Donovan. Seguendo questa pista e collegandola con ciò che ha scoperto in precedenza, Donovan insieme a Malik trovano i resti di un corpo. Nel frattempo il dr. Neil Sharma fa visita a Jenny prima di dimetterla e decide di mostrarle le registrazioni della giornata, Jenny si rende conto che il lavoro svolto per aiutare Donovan non è mai avvenuto e che era sola nella struttura. Prima di tornare a casa decide di chiamare Donovan per chiedergli se si erano sentiti durante il giorno, Donovan conferma e la ringrazia per la preziosa intuizione che lo ha portato a risolvere il caso. Jenny rientra a casa ma ha come la sensazione di essere in un mondo parallelo dove la sua presenza è stata sostituita da Kelly.

## Episodio 7
- Titolo originale: Monster in the House
- Diretto da: Adrienne Mitchell
- Scritto da: Noelle Carbone

### Trama
Jenny sta affrontando una seduta con il dr. Neil Sharma, durante la stessa riesce a capire il momento in cui ha iniziato ad avere problemi di sonnambulismo; analizzando nel dettaglio, quello che continua a cercare scavando nel terreno è il figlio di Kelly, morto durante l'incendio del condominio. Decide di seguire questa intuizione e fidarsi del suo istinto chiedendo a Donovan di far controllare il DNA del piccolo e confrontarlo con quello di Kelly. Il risultato dell'esame indica che Kelly non è la madre del piccolo. Tornata a casa chiede spiegazioni, e Kelly le racconta che il bambino era di Holly, una amica con cui viveva nel periodo in cui avevano problemi di tossicodipendenza, e che una mattina quando si rese conto che Holly era morta decise di prendere il bambino e trasferirsi a Toronto; Jenny la invita ad andarsene. Una volta rimasta sola, Jenny comunica a Donovan le nuove informazioni e gli chiede di continuare ad indagare... subito dopo una lite con il padre che getta a terra un bicchiere contenente un beverone e poco dopo si sente male e viene trasportato in ospedale. Jenny e Ross sono sconvolti; dalle prime analisi il malore risulta essere causato da una dose eccessiva di farmaci. Jenny ha un brutto presentimento su Kelly, prima non le ha mai detto che il bambino non era suo, mentre ora può aver dato troppi farmaci a suo padre; quando Kelly si presenta in ospedale, Jenny la invita ad andarsene e poi chiede ad una infermiera come ha fatto ad entrare trattandosi di un reparto chiuso e le viene detto che ha comunicato di essere la figlia dell'uomo ricoverato (padre di Jenny). Donovan continua le indagini e se in un primo momento sembra che Holly potesse avere partorito, quando va a parlare con i suoi genitore scopre che non solo Holly non è mai stata incinta, ma che dopo una caduta a cavallo era sempre stata seguita da Kelly Hart, cambia il cognome ma Donovan pensa si tratti della stessa Kelly; chiede così alla madre di Holly di fargli avere per mail una foto dove si può vedere Kelly, per avere una conferma che si tratti della stessa persona. Jenny decide quindi di tornare a casa e controllare tutti i farmaci in casa; scopre che quelli di suo padre ci sono ancora tutti e poi, quando Ross le comunica che i farmaci sono i suoi chiedendole se non potesse averle date per sbaglio in un episodio di sonnambulismo, controlla i suoi medicinali scoprendo che sono finiti. Dopo un primo momento di spaesamento, decide di prendere la felpa con cui stava pulendo il beverone e farlo analizzare nel suo laboratorio da River che trova al suo interno residui dei farmaci che Jenny assume. Parla quindi con Donovan che decide di seguire ed arrestare Kelly. Nel frattempo Liam va a trovare Mal. Jenny torna in ospedale e trova suo padre che si è ripreso, quando Donovan la chiama per comunicarle di aver trovato Kelly, lei lo invita ad arrestarla ma quando vede Noor non interviene.

## Episodio 8
- Titolo originale: Fire Part 2
- Diretto da: Adrienne Mitchell
- Scritto da: Morwyn Brebner

### Trama
Jenny e Donovan sono decisi ad arrestare Kelly prima che possa fuggire nuovamente come fece in passato. Jenny prova a cercarla a casa di Kelly, ma la trova disabitata e scopre che quello non è il suo appartamento. Poco dopo, Kelly pubblica una raccolta fondi di 50000 $ per far fare una statua per suo figlio... Jenny e Donovan capiscono che vuole fuggire dal paese e analizzando il filmato si concentrano su un fotogramma che mostra una foto di Kelly con in braccio suo figlio, ma sembra che una parte della foto sia stata manipolata. Riuscendo poi a scoprire cosa nascondeva, ora si concentrano per capire chi sia la madre biologica del bambino; Jenny fa riesumare il corpo del piccolo per prelevare un campione di DNA mentre Donovan, che ha una intuizione, decide di affrontare Noor che gli comunica non solo che il bambino trovato è il suo, ma anche come è morto, come aveva paura a chiamare la polizia e di come Kelly si è attivata per nascondere il tutto cercando di percepire soldi dall'assicurazione. Nel frattempo Liam ha un crollo psicologico dovuto a stress post-traumatico e Jenny è costretta a rientrare a casa. Liam decide, a malincuore, di prendersi una pausa perché vivendo lì non riesce a risolvere il suo problema di salute. Jenny, ormai rimasta sola in casa, prende le sue pillole per l'ansia quando si trova davanti Kelly... quelle che ha preso non sono pillole per l'ansia e iniziano a fare effetto, Jenny si sente stanca e assonnata e si accascia a terra; Kelly mette sul gas una pentola di olio e se va; dopo che si dirama un incendio, Jenny riesce ad uscire dalla casa appena in tempo. Tornata nel suo laboratorio preleva un campione del suo sangue, avvisa Donovan dell'accaduto, e prelevano del sangue anche dalla vittima dell'incendio dove Kelly perse suo figlio. Ormai hanno abbastanza prove per arrestare Kelly e con l'aiuto di Noor riescono a prenderla poco prima che potesse fuggire dalla città. Donovan invita Jenny al matrimonio di sua sorella Wendy.